# Ільїн Леонід Володимирович
Леонід Володимирович Ільїн (нар. 2 березня 1967) — український вчений-озерознавець, доктор географічних наук, професор, завідувач кафедри туризму та готельного господарства Волинського національного університету імені Лесі Українки, відмінник освіти України, член Наукової ради з туризму та курортів при Міністерстві економічного розвитку й торгівлі України. Фахівець з рекреаційної лімнології та функціонування рекреаційно-туристських комплексів Західного регіону України.

## Біографія
Народився 2 березня 1967 року на Рівненщині. У 1984 році закінчив середню школу і вступив на 1 курс природничо-географічного факультету Луцького державного педагогічного інституту імені Лесі Українки. Після закінчення у 1991 році з відзнакою Луцького державного педагогічного інституту імені Лесі Українки за направленням Міністерства освіти УРСР призначений на посаду асистента кафедри фізичної географії як молодий спеціаліст. У 1992—1995 роках навчався в аспірантурі за спеціальністю 11.00.11 — фізична географія, геохімія і геофізика ландшафтів Волинського державного університету імені Лесі Українки. Від 1996 року — старший викладач кафедри фізичної географії; від 1997 року — доцент кафедри фізичної географії; від 2008 року — завідувач кафедри туризму та готельного господарства.

## Наукова діяльність
Започаткував нові напрями української конструктивної географії — екологічне озерознавство та конструктивну лімнологію. Експерт Національного агентства із забезпечення якості вищої освіти, член Наукової ради з туризму та курортів при Міністерстві економічного розвитку і торгівлі України, член науково-технічної ради Національного природного парку «Прип'ять–Стохід» та Черемського природного заповідника. Входить до складу редакційних колегій наукових журналів, поміж них: «Badania fizjograficne. Seria A. Geografia fizyczna» (Польща), «Туризм и гостеприимство» (Білорусь), «Вісник Київського національного університету імені Тараса Шевченка. Географія», «Науковий вісник Східноєвропейського національного університету імені Лесі Українки. Географічні науки», «Природа Західного Полісся та прилеглих територій» та ін.
Заступник голови спеціалізованої вченої ради К 32.051.08  при Волинському національному університеті імені Лесі Українки. У складі спеціалізованих вчених рад Д 64.051.04 при Харківському національному університеті імені В. Н. Каразіна та К 41.090.02 при Одеському державному екологічному університеті.
Автор понад 300 наукових на навчально-методичних праць (підручники, навчальні посібники, словники, довідники, енциклопедичні видання, монографії, тестові завдання для вступників та ін.). Підготував призерів І та II етапів захисту науково-дослідницьких робіт Малої академії наук, шість переможців ІІ етапу Всеукраїнського конкурсу студентських наукових робіт та ін.

## Наукова школа
Керівник наукової школи «Загального та регіонального озерознавства». Дослідження присвячені: просторово-часовому лімнолого-географічному аналізу; вивченню водойм як середовища осадонагромадження та акумуляції донних відкладів і встановленню геохімічних індикаторів станів лімносистем; конструктивно-географічному синтезу знань про водойми, інтегративному регіональному оцінюванню найважливіших природних ресурсів та обґрунтуванню напрямів їх раціонального використання в різних галузях економіки; аналізу масштабів антропогенного впливу на лімносистеми, виявленню техногенних трансформаційних процесів; розробці конструктивно-лімнологічних засад раціонального використання і охороні водойм; обґрунтуванню наукових засад, методів відновлення (оздоровлення) озерних систем.
Підготував 3 кандидатів географічних наук та доктора філософії (PhD) за спеціальністю Науки про Землю:
- Каліновський Дмитро Іванович. Рекреаційні ресурси озер Волинської області: оцінювання та конструктивно-географічні засади раціонального використання (2015 р.);
- Гринасюк Анастасія Русланівна. Атрактивність ландшафтів Волинської області (2018 р.);
- Громик Оксана Миколаївна. Еколого-географічне обґрунтування оптимізації агроландшафтів у зоні радіоактивного забруднення (2018 р.);
- Пасічник Михайло Петрович. Сапропелеві рекреаційно-туристичні ресурси Волинської області (2020 р.)[1]

## Нагороди та відзнаки
Нагороджений  Грамотою Управління освіти Волинської обласної державної адміністрації (1998 р.), Грамотою Управління освіти Луцького міськвиконкому (2005 р.), Почесною грамотою Міністерства освіти і науки України (2008 р.), Подякою Волинського національного університету імені Лесі Українки (2010 р.), Подякою Львівського інституту економіки і туризму (2010 р.), Почесною грамотою Міністерства освіти і науки України (2010 р.), Грамотою Управління освіти і науки Волинської обласної державної адміністрації (2011 р.), Подякою Виконавчого комітету Львівської міської ради (2011 р.), Подякою Волинського краєзнавчого музею Управління культури Волинської обласної державної адміністрації (2011 р.), Подякою Всеукраїнської громадської організації «Спілка геологів України» (2011 р.), Подякою Національного еколого-натуралістичного центру Міністерства освіти і науки, молоді та спорту України (2011 р.), Подякою Чернівецького національного університету імені Юрія Федьковича (2011 р.), Дипломом Благодійного фонду Ігоря Палиці «Новий Луцьк» (2012 р.), Подякою Управління освіти Луцької міської ради (2014 р.), Нагрудним знаком «Відмінник освіти» (наказ МОН України № 54-к від 27.02.2015 р.), Подякою Управління освіти, науки та молоді Волинської обласної державної адміністрації (2015 р.), Грамотою Східноєвропейського національного університету імені Лесі Українки (2015 р.), Подякою Управління освіти Луцької міської ради (2017 р.), Подякою Волинського ліцею-інтернату Волинської обласної ради (2017 р.), Подякою Міністерства економічного розвитку і торгівлі України (2017 р.), Почесною подякою (гравітон) Східноєвропейського національного університету імені Лесі Українки (2017 р.), Золотим нагрудним знаком Східноєвропейського національного університету імені Лесі Українки (2017 р.), Подякою Східноєвропейського національного університету імені Лесі Українки (2018 р.), Грамотою Управління культури і туризму Рівненської обласної державної адміністрації (2018 р.)